# 玉手箱シリーズ
玉手箱シリーズ（たまてばこシリーズ）は、日本エス・エイチ・エル社製の就職採用Webテストである。

## 概要
玉手箱シリーズ就活ネットワークの就職試験完全対策「玉手箱シリーズについて」は、計数、言語、英語、パーソナリティーの4項目で試験を行うWebテストであり、日本の就職採用Webテストで広く採用されている。
同社製のWeb採用テストにはWeb-CAB就活ネットワークの就職試験完全対策「Web-CABについて3」があり、玉手箱シリーズには出題されない暗号解読などの問題が含まれる。

## 動作環境
Internet Explorerでの受験が推奨されており、macOSには対応していない。
また、Java Plug-inとJavaScriptが使用可能な状態でなければ、試験が受けられない。